# Городское поселение Деденево
Городское поселение Деденево — упразднённое муниципальное образование со статусом городского поселения в Дмитровском районе Московской области Российской Федерации.

## Общие сведения
Образовано согласно Закону Московской области от 28 февраля 2005 года № 74/2005-ОЗ. 19 мая 2018 года упразднено с включением в состав новообразованного Дмитровского городского округа.
Административный центр — посёлок городского типа Деденево.
Глава городского поселения — Тягачёва Светлана Николаевна. Адрес администрации: 141850, Московская область, Дмитровский район, п. Деденево, ул. Почтовая, д. 11.

## Население
| 2006  | 2007  | 2008  | 2009  | 2010  | 2011  | 2012  |
| ----- | ----- | ----- | ----- | ----- | ----- | ----- |
| 6703  | ↘6632 | ↘6614 | ↗6793 | ↘6430 | ↗6526 | →6526 |
| 2013  | 2014  | 2015  | 2016  | 2017  | 2018  |       |
| ↗6535 | ↗6542 | ↗6566 | ↘6540 | ↘6510 | ↘6492 |       |

## География
Граничит с Габовским сельским поселением и городскими поселениями Яхрома, Дмитров и Икша. Площадь территории городского поселения составляет 4484 га (44,84 км²).

## Состав
В состав городского поселения вошли посёлок городского типа Деденево и ещё 8 населённых пунктов упразднённого в 2006 году Целеевского сельского округа:
| Вид                     | Наименование | Население, чел. (2010) |
| ----------------------- | ------------ | ---------------------- |
| деревня                 | Боброво      | 4                      |
| деревня                 | Варварино    | 53                     |
| деревня                 | Гаврилково   | 0                      |
| деревня                 | Горки        | 6                      |
| деревня                 | Григорково   | 5                      |
| деревня                 | Данилиха     | 13                     |
| посёлок городского типа | Деденево     | 5796                   |
| деревня                 | Дьяково      | 10                     |
| деревня                 | Шуколово     | 20                     |